# Schwosbach
Koordinaten: 51° 14′ 49″ N, 9° 19′ 35″ O
Schwosbach (fälschlich auch Schwolsbach) ist eine erstmals im Jahre 1266 als Swasbach erwähnte und bereits 1421 als Wüstung bezeichnete ehemalige Dorfsiedlung in der Gemarkung von Niedenstein im nordhessischen Schwalm-Eder-Kreis.

## Geographische Lage
Die Siedlung befand sich im Nordosten der Gemarkung Niedenstein, etwa 3 km nordöstlich der Kernstadt Niedenstein, rund 100 Meter nordöstlich des heutigen Vereinsgeländes und Campingplatzes des Naturistensportbunds Kassel. Sie lag auf 397 m Höhe am Nordostfuß des 449 m ü. NHN hohen Sengelsbergs in dem Wiesengelände zwischen den zwei Quellarmen des Schwosbaches, der etwa 1 km weiter westlich in die Wiehoff mündet. Der Flurname Schwosbach erinnert an die verschwundene Siedlung.

## Geschichte
Die Siedlung lag in der Urgemarkung Wichdorf und bestand bereits vor der Gründung der Stadt Niedenstein. Ein Zweig derer von Wichdorf nannte sich nach dem Dorf und einer von ihnen erscheint im Jahre 1266 als Zeuge in einer in Niedenstein ausgestellten Urkunde. Der Ort war in der Folge wohl Zubehör eines landgräflich-hessischen Burgsitzes auf der Burg Niedenstein: 1277 trugen die Brüder Hugo, Heinrich und Johann Heß von Wichdorf ihren Burgsitz Niedenstein nebst allem Zubehör, darunter auch ein Teil von Schwosbach, dem Landgrafen Heinrich I. auf und erhielten ihn als Lehen zurück. Der von Konrad II. von Elben gehaltene Anteil an der Burg war wohl bereits zuvor hessisches Lehen geworden. 
Daneben hatte allerdings Kurmainz zumindest Teile des Zehnten im Dorf in Besitz und belehnte eigene Vasallen damit. Dies waren zunächst die Wackermaul aus Wichdorf, Vettern der Heß. Als dieses Geschlecht 1346 mit dem Tod von Widekind Wackermaul in der männlichen Linie erlosch, gab Erzbischof Heinrich III. diesen Zehnt und die Niedere Gerichtsbarkeit in Schwosbach an die Herren von Dalwigk. Diese Belehnung wurde noch bis 1801 immer wieder erneuert.
Ein Teil des Dorfes Schwosbach wechselte 1373 aus dem Besitz der Heß von Wichdorf. Zunächst verkaufte Otto Heß von Wichdorf, als er 1367 in einem Streit seinen Niedensteiner Vogt Jost von Urff erstochen hatte und deshalb landflüchtig wurde, seinen Anteil an der Burg Niedenstein sowie an den zu seinem Burgsitz gehörigen Ländereien in Wichdorf, Hausen, Emserberg und am Sengelsberg (offenkundig Schwosbach) an Curth Heß von Wichdorf, der diese Güter dann bereits 1373 an seinen Onkel Simon von Homberg d. Ä. wiederkäuflich veräußerte. 1384 ging dieses Pfand an Simons Sohn Albrecht von Homberg über. 1427 starb Albrechts Sohn Simon von Homberg d. J. als letzter seines Geschlechts und Landgraf Ludwig I. gab den Homberger Anteil an der Burg Niedenstein und damit auch an der bereits spätestens 1421 als Wüstung bezeichneten Ortslage Schwosbach 1428 als Lehen an Reinhard von Dalwigk. Nur sechs Jahre später, im Dezember 1434, gab der Landgraf Dalwigks Niedensteiner Burg- und Mannlehen, das dieser aufgelassen hatte, mitsamt allen dazugehörigen Gütern an Hermann Hund. Die Hund wurden noch bis zum Aussterben ihres Geschlechts im Jahre 1655 damit belehnt; dann ging das Lehen an deren Erben, die Herren von Buttlar, über.